# Aggie Kukulowicz
Adolph Frank Kukulowicz, detto Aggie (Winnipeg, 2 aprile 1933 – Toronto, 26 settembre 2008), è stato un hockeista su ghiaccio, traduttore e dirigente d'azienda canadese.

## Biografia

### Carriera nell'hockey su ghiaccio
Figlio di immigrati provenienti dalla Polonia, Kukulowicz cominciò a praticare l'hockey su ghiaccio all'età di sette anni.
Si mise poi in luce nelle leghe giovanili Manitoba Junior Hockey League (coi Brandon Wheat Kings, stagione 1950-1951) e Quebec Junior Hockey League (dal 1951 coi Quebec Citadelles), tanto da essere messo sotto contratto dai New York Rangers in NHL, con cui tuttavia disputò solo quattro incontri: tre nella stagione 1952-1953, mettendo a segno una rete nella sua gara d'esordio, ed uno nella stagione successiva.
Negli anni successivi, fino al 1959, giocò perlopiù in una lega professionistica minore, la Western Hockey League, anche dopo essere stato ceduto nel 1955 dai Rangers ai Detroit Red Wings (con cui mai scese su ghiaccio).
Giocò poi anche in altre minors, in particolare in International Hockey League, con i St. Paul Saints (1959-1961, vincendo entrambi i campionati) e i Minneapolis Millers (1961-1962), per poi dedicarsi, a partire dal 1962, all'hockey seniores.

### Breve esperienza in panchina
Nel 1965 ebbe la sua unnica esperienza da allenatore sulla panchina di una squadra polacca, il GKS Katowice. Al termine della stagione, tuttavia, decise di abbandonare questa attività e tornò in Canada, dove trovò un impiego come addetto ai bagagli per Air Canada.

### La carriera in Air Canada
Dopo circa un anno di lavoro al deposito bagagli, l'azienda richiese se qualcuno dei dipendenti parlasse polacco. Kukulowicz si presentò e, nel giro di poche ore, si ritrovò a fare da interprete in un incontro fra il primo ministro canadese ed il suo omologo polacco. Quando la dirigenza di Air Canada scoprì che, oltre al polacco, Kukulowicz parlava fluentemente ucraino, ceco e russo, fu trasferito a Mosca, dove gli venne affidato il locale ufficio.

### Il ritorno all'hockey per le Summit Series
Nel 1969 ebbe modo di conoscere Alan Eagleson, che stava cercando di organizzare le Summit Series: Kukulowicz venne coinvolto in qualità di interprete sia durante l'organizzazione che poi, nel corso del torneo, per la nazionale canadese. Questo suo ruolo gli valse il soprannome di Henry Kissinger dell'hockey su ghiaccio.

### La collaborazione con la IIHF
Tornato in Canada si stabilì a Toronto, dove si occupò del marketing sportivo di Air Canada. Parallelamente, dal 1975 al 1993 ebbe a collaborare stabilmente con la Federazione internazionale di hockey su ghiaccio e fu presente a diverse edizioni della Canada Cup e del campionato del mondo in qualità di interprete.
In virtù del suo straordinario contributo allo sviluppo dell'hockey su ghiaccio internazionale, Kukulowicz fu insignito del Paul Loicq Award nel 2004.
È morto il 26 settembre 2008 a Toronto, a causa di un infarto.

## Palmarès

### Club
- Turner Cup: 2

St. Paul Saints: 1959-1960, 1960-1961

### Individuale
- Premio Paul Loicq: 2004